# 日本酱油酿造
日本酱油酿造株式会社（有时被简称为日本酱油:719，甚至被误称为日本酱油株式会社:1260）是1907年（明治40年）设立于日本的酱油酿造公司。该公司使用在当时属革新技术的“速酿法”生产。1910年结业。

## 历史
日本酱油酿造设立于1907年（明治40年）6月10日。设立时资本金1000万日元。公司的创始人是鈴木藤三郎博士。铃木是日本制糖业大亨、众议院议员，并且以食品工业技术的革新闻名。当时铃木将自己所有财产投入日本酱油酿造株式会社，并且吸引了大量国内投资，使得日本酱油酿造成为当时国内资本金最多的酱油生产商。日本酱油酿造的第一工厂设在东京府深川区的小名木川附近，年产3万石；第二工厂在兵库县尼崎，年产10万石。该产量远超过当时的日本传统酱油厂商。:719
该公司以铃木式速酿法、铃木式发酵罐等新技术进行酿造，制造过程只需2个月，远快于同时代酱油酿造所需的1年到1年半的时间:46；但由于铃木当时并未理解微生物在酱油酿造中的重要作用，因而通过此速酿法只能制造出类似酱油的调味料:152，口味不佳而不受市场欢迎。为了改善口味，日本酱油酿造尝试从铃木商店（后来的味之素）购买味精的专利，未果，改购入味精以图改善产品口味。然而此后该公司遭遇了多个问题：酱油在向海外运输过程中因为持续发酵而容器破裂；:47在酱油中添加了法律禁止使用的糖精一事败露，该公司紧急将尼崎工厂库存的含有糖精的酱油全部倾倒入尼崎附近的海里:1262；此后尼崎工厂又因火灾而烧毁；该公司在被其他酱油公司抵制之下，公司高层产生内斗，被解任的前管理者向警方检举。:47该公司最终在1910年11月18日结业，公司仅存在约3年。:145:719

## 影响
尽管该公司的经营并不成功，其首开先河的大规模生产和技术革新给日本酱油酿造业带来了很大的影响，1910年时在野田建成了日本最大的近代酱油工厂，并在1912年建成了日本最早的钢筋混凝土酱油厂房，其中有各种革新的设备。:152味之素也因为日本酱油酿造的失败而决意不大量贩售给特定厂商，而以面向大众的零售为主。:47